# Смотритель (фильм, 2008)
«Смотритель» (англ. The Watch) — триллер режиссёра Джима Донована 2008 года. Премьера в США состоялась 2 марта 2008 года, в Канаде — 25 апреля.

## Сюжет
Героиню фильма — Кесси — в детстве похитила психически неуравновешенная женщина. Пока девочку не освободила полиция, ей пришлось просидеть два дня в подвале. Вследствие этого у Кесси развились клаустрофобия и боязнь темноты.
Действие фильма происходит 19 лет спустя. Кейси — студентка-психолог, готовящаяся к защите диплома. Однако шумная студенческая жизнь мешает закончить важную работу и она решает устроиться смотрителем в сторожку посреди леса. В её обязанности входит в течение месяца наблюдать за противопожарной аппаратурой. Кесси надеется, что тишина и уединение помогут ей дописать дипломную работу, а также справиться со своими страхами.
Но, приехав в сторожку, девушка понимает, что вокруг происходят странные вещи. По рации (а это единственный способ связи) она разговаривает с девушкой Полли, которая, как потом узнает Кейси, по легенде тоже была смотрителем и покончила с собой. Кесси считает это глупой шуткой, но позже она видит на мониторе женщину, которая похитила её в детстве. Старые страхи вылезают наружу с большей силой.
В это время Андреа, подруга Кесси, узнает что из психологического центра украдены документы с информацией о реабилитации девушки после похищения. Наведя справки, Андреа узнает, что противопожарная служба не проводила набор на должность смотрителя. Девушка отправляется на помощь подруге.

## В ролях
- Клеа ДюВалл — Кесси
- Элизабет Уитмер — Андреа
- Джеймс А. Вудс — Рэт
- Виктория Санчес — Софи/Полли
- Морган Келли — Чед
- Роберт Рейнольдс — доктор Миллер
- Мэтью Кабуэ — профессор Бэйтман
- Анна-Мари Францес Леа — женщина, похитившая Кесси
- Штеффи Хагель — Кесси в детстве
- Шон Таккер — полицейский